# 梨木神社爆破事件
梨木神社爆破事件（なしのきじんじゃばくはじけん）は、1977年（昭和52年）1月1日な京都市上京区にある梨木神社で起こされた爆弾ゲリラ事件。日本の新左翼活動家である加藤三郎が起こした事件である。

## 被害建造物の来歴
梨木神社は、1885年に久邇宮朝彦親王の令旨に基づき、旧三条邸に創建された神社で、明治維新に貢献した三条実万を祀っている。その後、息子の三条実美も合祀した。
加藤は、三条実美を「日本帝国主義の担い手となる明治政府の最高権力者（太政大臣）」として非難し、彼を祀る梨木神社を爆破するに至った。

## 事件の概要
1977年（昭和52年）1月1日午後8時45分頃、加藤が事前に設置した消火器爆弾が梨木神社本殿にて炸裂し火の手が上がった。宮司や禰宜が直ちに消火活動を行ったため、本殿の一部を焦がすに止まった。この日は元日であったが、夜であったため初詣の参拝客はおらず、怪我人はいなかった。その後の調べで、消火器の破片などが見つかったことから、消火器爆弾による爆破事件と断定された。
1月5日に、加藤は「闇の土蜘蛛」「浮穴媛のこどもたち」名義の犯行声明文をマスコミに郵送した。犯行声明文には「三条実美の三つの罪状（搾取と抑圧の明治政府樹立、他民族に対する侵略、反体制運動の弾圧）により、爆破の刑に処する」旨が記されていた。「闇の土蜘蛛」はともかく「浮穴媛のこどもたち」のようなテロ組織らしくない名称を敢えて入れたのは、「父権的天皇制」に対するアンチテーゼの意図があったという。